# A Little Bit of Heaven (film, 2011)
Pour les articles homonymes, voir Earthbound et A Little Bit of Heaven.
Pour plus de détails, voir Fiche technique et Distribution.
A Little Bit of Heaven ou Pour un instant de bonheur au Québec est un film américain réalisé par Nicole Kassell et sorti en 2011.

## Synopsis
Une jeune femme atteinte d’un cancer tombe amoureuse de son médecin. Mais l’amour lui semble bien plus effrayant que la mort…

## Fiche technique
- Titre : A Little Bit of Heaven
- Réalisation : Nicole Kassell
- Scénario : Gren Wells
- Musique originale : Heitor Pereira
- Photographie : Russell Carpenter
- Montage : Stephen A. Rotter
- Décors : Stuart Wurtzel
- Direction artistique : W. Steven Graham
- Costumes : Ann Roth
- Production : John Davis, Mark Gill, Robert Katz, Neil Sacker et Adam Schroeder
- Genre : Comédie, drame, romance
- Sociétés de production : Davis Entertainment et The Film Department
- Sociétés de production : Millennium Entertainment (États-Unis) et 20th Century Fox (International)
- Pays :  États-Unis
- Langue : anglais
- Dates de sortie :
  - Royaume-Uni : 4 février 2011
  - États-Unis : 3 avril 2012 (VOD), 4 mai 2012 (sortie en salles)
- Classification : États-Unis : PG-13 (certificate #46336)

## Distribution
- Kate Hudson (V. Q. : Camille Cyr-Desmarais[2]) : Marley Corbett
- Kathy Bates (V. Q. : Claudine Chatel) : Beverly Corbett
- Gael García Bernal (V. Q. : Claude Gagnon) : Julian Goldstein
- Whoopi Goldberg : Dieu
- Peter Dinklage (V. Q. : Thiéry Dubé) : Vinnie
- Romany Malco (V. Q. : Daniel Lesourd) : Peter Cooper
- Rosemarie DeWitt (V. Q. : Isabelle Leyrolles) : Renee Blair
- Treat Williams (V. Q. : Jean-Luc Montminy) : Jack Corbett
- Lucy Punch (V. Q. : Julie Beauchemin) : Sarah Walker
- Steven Weber : Rob Randolph
- Johann Urb : Doug
- James Hébert : Matt
- Alan Dale : Dr. Sanders
- Nick Jones : Salesman

## Autour du film
- Le titre provisoire du film a été Earthbound[3].
- Le film fut tourné à La Nouvelle-Orléans[4].